# Pic Long
O Pic Long (3192 m) é a mais alta montanha do maciço de Néouvielle, nos Pirenéus.
Fica na comuna de Saint-Lary-Soulan, no departamento dos Altos Pirenéus.